# Призраки замка Пендрагон
«Призраки замка Пендрагон» (венг. A Pendragon legenda) — роман 1934 года венгерского писателя Антала Серба. Представляет собой готическо-юмористический философский триллер с элементами детектива, пародии и литературоведческого исследования. Первый роман, опубликованный Сербом.

## Синопсис
Действие романа происходит в Англии и Уэльсе. Граф Гвинет приглашает магистра английской литературы Яноша Батки изучить наследие розенкрейцеров, хранящееся в его библиотеке. В результате учёный оказывается вовлечён в криминальную историю.

## Характеристика
Антал Серб изучал европейскую литературу, и с 1929 по 1930 годы жил в Англии. Его интерес к английской литературе выразился в нескольких работах, в том числе исследованиях творчества Честертона и Хаксли, а также в обзорной статье Az angol irodalom kistükre. Роман заимствует элементы сверхъестественного Гилберта Кита Честертона и Джона Каупера Поуиса, настроение произведений Джона Кольера и Дэвида Гарнетта, структуру и интеллектуальность книг Олдоса Хаксли и Вирджинии Вулф. Роман имеет сложную сюжетную композицию, линии которой в конце-концов сходятся в финале.
В качестве предков семьи Гвинет, к которой принадлежат основные действующие лиц, выведены реальные исторические фигуры: Лливелин ап Иорверт и его внук, Лливелин ап Грифид — но все остальные члены семьи вымышленные. Также имеют историческую основу розенкрейцеры и основатель общества Христиан Розенкрейц, Парацельс, Роберт Фладд, граф Сен-Жермен, а также документы Chymische Hochzeit, Fama Fraternitatis R.C., Confessio Fraternitatis R. C.
В образе рассказчика Яноша Батки угадывается автор.

## Оценки и критика
В следующий год после выхода романа он был перепечатан несколькими венгерскими журналами: Erdélyi Helikon, Pásztortűz, Írás, Nyugat.
Современная критика утверждает, что роман Антала Серба предвосхитил появление романа Умберто Эко «Имя розы».

## Переводы и адаптации
Роман был переведён на чешский, английский, немецкий, испанский и французский языки. На русском он был впервые издан в 1991 году.
В 1974 году вышел фильм «Легенда Пендрагона» (венг. A Pendragon legenda) режиссёра Дьёрдя Ревеса.
В 1982 году драматург Имре Бенчик адаптировал роман для сцены под названием Úriember, jó kriptából.